# Jef Geys

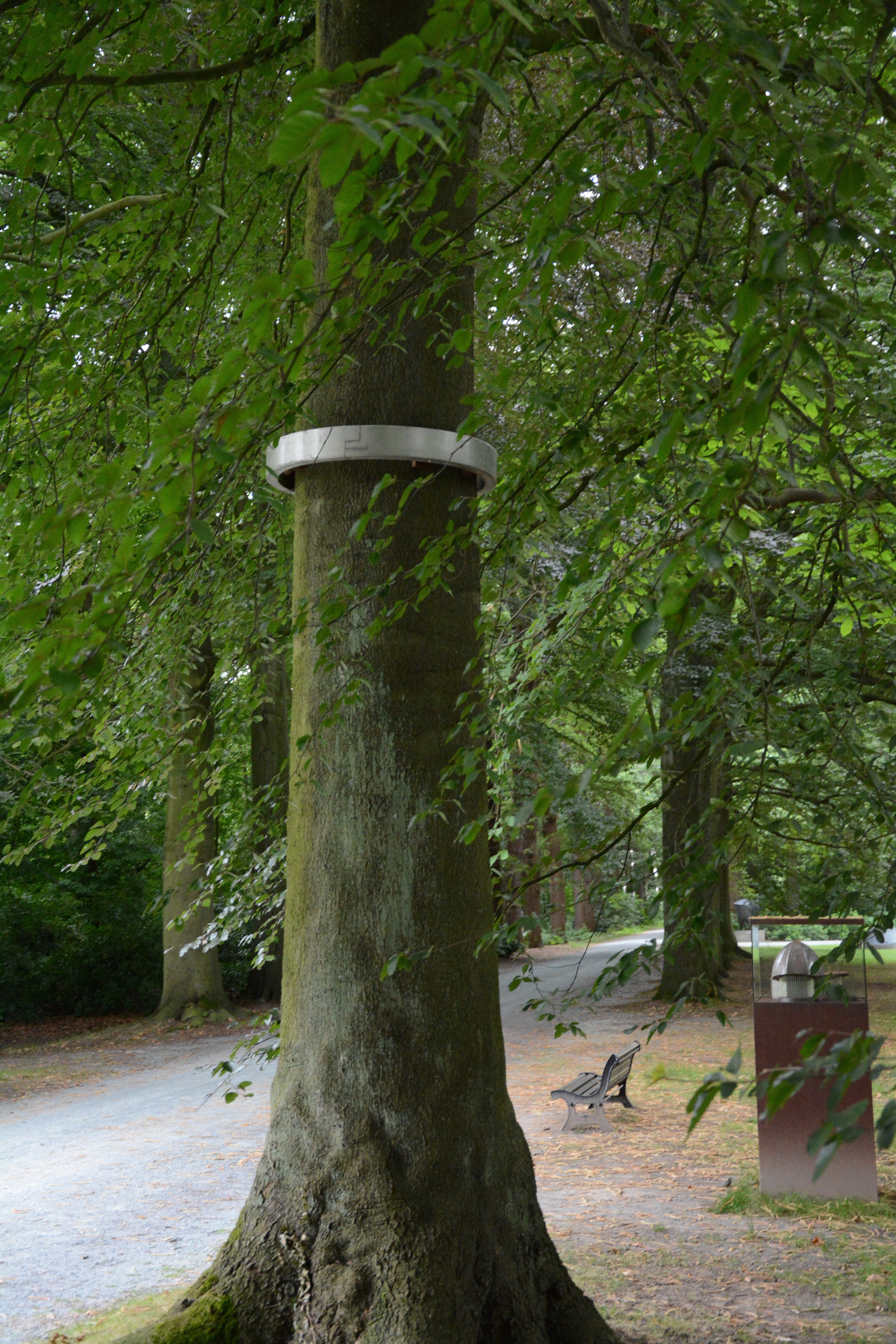
Jef Geys, Mama, 2002

Jef Geys (Leopoldsburg, 29 mei 1934 – Genk, 12 februari 2018) was een Belgisch beeldend kunstenaar die zich toelegde op fotografie, beeldhouwkunst en installaties.

## Prijzen
- Vlaamse Cultuurprijs voor Beeldende Kunst (2000)
- Prijs Beeldende Kunst van de Provincie Antwerpen (2008)

## Tentoonstellingen
- Chambres d'Amis, Gent (1986)
- Biënnale van São Paulo (1991)
- Skulptur Projekte, Münster (1997)
- Middelheim, Antwerpen - solotentoonstelling (1999)
- Kunstverein, München - solotentoonstelling (2001)
- Documenta 11, Kassel (2002)
- Van Abbemuseum, Eindhoven - retrospectief (2004)
- Biënnale van Venetië - Belgisch vertegenwoordiger (2009) met de tentoonstelling Quadra Medicinale[1]
- Chalet, in La Loge Brussel - retrospectief (2018)